# Adam McGurk
Adam McGurk (Larne, Irlanda del Norte, 24 de enero de 1989), futbolista norirlandés. Juega de delantero y su actual equipo es el Tranmere Rovers de Inglaterra. 

## Selección nacional
Ha sido internacional con la Selección de fútbol de Irlanda del Norte Sub-21.

## Clubes
| Club            | País       | Año   |
| --------------- | ---------- | ----- |
| Hednesford Town | Inglaterra | 2010  |
| Tranmere Rovers | Inglaterra | 2010- |